# ロングポイントの戦い
ロングポイントの戦い（英: Battle of Longue-Pointe、フランス語ではロングポワント）は、アメリカ独立戦争初期の大陸軍によるカナダ侵攻作戦中、1775年9月25日に、イーサン・アレンが少数の大陸兵とカナダ人民兵を使って、イギリス軍の占めるモントリオールを奪おうとした試みである。アレンは地元住民の中から民兵隊を立ち上げるよう指示を受けていただけだったが、以前から守りの薄いモントリオール市を奪おうと考えていた。約110名となっていたアレンの部隊がセントローレンス川南岸に到着したときにその試みを行う機会を掴んだ。アレンが援軍を連れて現れると思っていたジョン・ブラウンが作戦通りに到着せず、アレン隊は川の北岸で孤立した。
イギリス軍のガイ・カールトン将軍は、アレンがセントローレンス川を渡ったという報に接して、大半はイギリス領ケベック植民地の民兵で構成される部隊を派遣した。この部隊がアレン隊の脱出路を遮断し、最後は包囲してアレンとその兵士の多くを捕虜にした。

## 背景
18世紀、モントリオール市は、モントリオール島の現在ではオールドモントリオールと呼ばれる小部分のみを占めていた。島の東端はロングポイントと呼ばれ、ロンゲールの対岸にあたる所にはロングポイント砦と呼ばれる砦があった。この地域は1910年にモントリオール市に併合され、現在では市の1つの区であるメルシエ・オシュラガ・メゾンヌーブ区のメルシエ東地区となっている。
大陸軍のカナダ侵攻作戦は、フィリップ・スカイラー将軍の指揮する大陸軍が1775年9月4日にイル・オ・ノワに到着したときが始まりだった。スカイラーはこのとき病気に罹っており、全軍の指揮をリチャード・モントゴメリー将軍に委ねた。モントゴメリーはセントジョンズ砦の包囲を命じ、9月18日に包囲が開始された。リシュリュー川沿い、モントリオールの南にあるこの砦には、イギリス軍のガイ・カールトンが5月にタイコンデロガ砦を奪われた後で、その一存で少数のイギリス軍正規兵を集中させていた。

### 大陸軍の状況
スカイラーはモントゴメリーに指揮権を渡す前に、ケベックの住民に宛てて、イギリス軍に対抗しアメリカ側を援助することを奨励する声明を書いていた。9月8日、イーサン・アレンとジョン・ブラウン少佐が少数の分遣隊と共に、セントジョンとモントリオールの間にある田園部に行ってこの声明書を配り、シャンブリーにいるパトリオットのシンパ、ジェイムズ・リビングストンや土地のコーナワガ・モホーク族インディアンと会見した 。リビングストンは最終的に約300名の民兵を徴兵し、シャンブリー砦の下、ポイント・オリビエを宿営地とした。アレンとブラウンはこの後イル・オ・ノワに戻った。
アレンは以前からモントリオールを占領する目標を描いていた。ベネディクト・アーノルドと共に1775年5月にタイコンデロガ砦を奪った後、そこから数百名の部隊を率いてセントジョンズ砦を急襲によって奪い、続いてモントリオールを占領する考えを持っていた。この試みは丁度イギリス軍がセントジョンズ砦に到着したために潰えていた。ただし、このことでモントリオールやリシュリュー川沿いではアレンを有名にしていた。

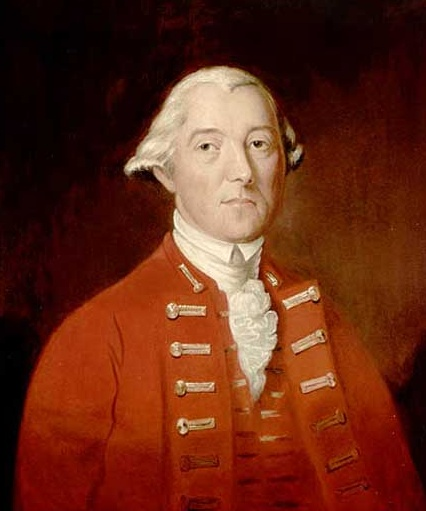
ガイ・カールトン将軍

### モントリオールの状況
1775年5月にタイコンデロガ砦を奪われた後、カールトン将軍は植民地全体を守るためにわずか800名の正規軍しか持っていなかったので、セントジョンズ砦に兵力を集中させることにし、砦に約500名の正規軍と民兵、インディアン合わせて約250名を入れた。残りの部隊は五大湖周辺のフロンティアの砦に分散し、モントリオール、トロワリヴィエールおよびケベック市の守りにはかなり少数の守備隊を置いただけだった。1775年の夏、カールトンは地域住民の中からそこそこの民兵隊を立ち上げようと試みたが、アメリカ側の情報宣伝が功を奏し、また特にトマス・ウォーカー、ジェイムズ・プライスおよびジェイムズ・リビングストンのようなパトリオットのシンパによる扇動のために、その成果は限られたものとなった。カールトンは7月までにモントリオールを支えるだけの民兵が集まったことで満足したが、アメリカ側にイギリス軍の準備状況を伝達する扇動者達の行動を止めるための行動はほとんど採らなかった。

## 前哨戦

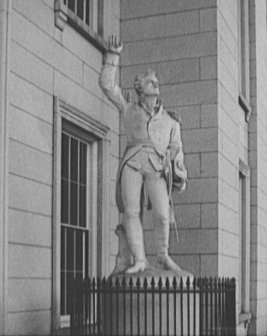
バーモント州モントピリアにあるイーサン・アレンの彫像、1904年撮影

モントゴメリーが遂にセントジョンズ砦包囲を開始したとき、アレンには約30名のアメリカ兵を与え、リビングストンのカナダ人民兵隊と合流してセントローレンス川の南岸を確保し、モントリオールのカールトンが包囲を解くための行動に備えるよう命令した。またブラウンの指揮下に少し大きな部隊を当てて、砦の北の地域を抑え、セントジョンからモントリオールの間の道をカバーさせた。
アレンはリシュリュー川の南東側岸に沿って動いてソレルまで行き、そこで川を渡って、セントローレンス川の南岸を上ってロンゲールまで進んだ。アレンの証言に拠れば、アレンとブラウンがそこで出逢い、その後にモントリオールを攻撃する手筈になっていた。ブラウンは200名の兵士と共にモントリオールより上流のラプレーリーで川を渡り、アレンはその大陸兵と、リビングストン隊の大尉であるロワゾーとダガンが指揮する80名のカナダ人と共に、モントリオールより下流のロンゲールで川を渡って、2つの部隊が前もって定められた信号により、市内で落ち合うものと考えていた。

## 戦闘
アレンとその部隊は9月24日の夜にセントローレンス川を渡り、ロングポイントに上陸した。そこで出会った住人は友好的であったが、彼らが渡河してきたという知らせがモントリオール市に行かないように市に続く道路に衛兵を配置した。しかし、拘束していた男達の1人がうまく逃げ出してモントリオール市に入り、カールトンにアレンの部隊が来ていることを知らせた。ブラウンの部隊はこの時川を渡っていなかった。なぜブラウンが行動を起こさなかったかを示す史料は無いが、歴史家のジャスティン・スミスは、アレンが実際は単独で行動し、後になってから作戦の失敗についてブラウンを非難しようとしただけだと示唆している 。アレンの部隊は川を渡るための船の数が限られていたので3往復する必要があり、孤立した状態で脆弱な形になっていた。
アレンはモントリオールからイギリス軍が来る前に兵士全員を川を渡して戻すことはできないと考え、ロングポイントとモントリオールの中間にあるルイソー・デ・シュルに近い森を選んでそこに陣地を作った。またイギリス人の商人でパトリオットのシンパであることが分かっていたトマス・ウォーカーの家が近くのラソンプションに在ったので、支援を求める伝言を送った。ウォーカーは幾らかの民兵を集めることができたが、支援できるまえにアレンが捕まってしまった。
カールトンは悪名高いイーサン・アレンが市の入り口にいるという情報に接して警鐘を鳴らした。この知らせが広まると多くの人々が集まった。ジョン・キャンベル大尉が第26歩兵連隊の正規兵34名（モントリオール市守備隊の全部隊）を招集し、イギリス人民兵80名、カナダ人民兵120名、インディアン代理人20名およびインディアン数名を加えて、アレンの部隊を迎撃するために出動した。キャンベルの部隊が接近すると、アレンは10名のカナダ兵に左側面を抑えさせ、ダガンと50名のカナダ兵には右側面に配置するよう指示を出した。この2つの分遣隊はその陣地を守る代わりに逃げ出す道を選んだので、アレンは約50名の兵士と共に取り残された。その後90分間に及んだ戦闘で両軍の間に銃火が交わされた。アレンの残っていた部隊が遂に崩壊し、逃亡を図った後に降伏した。

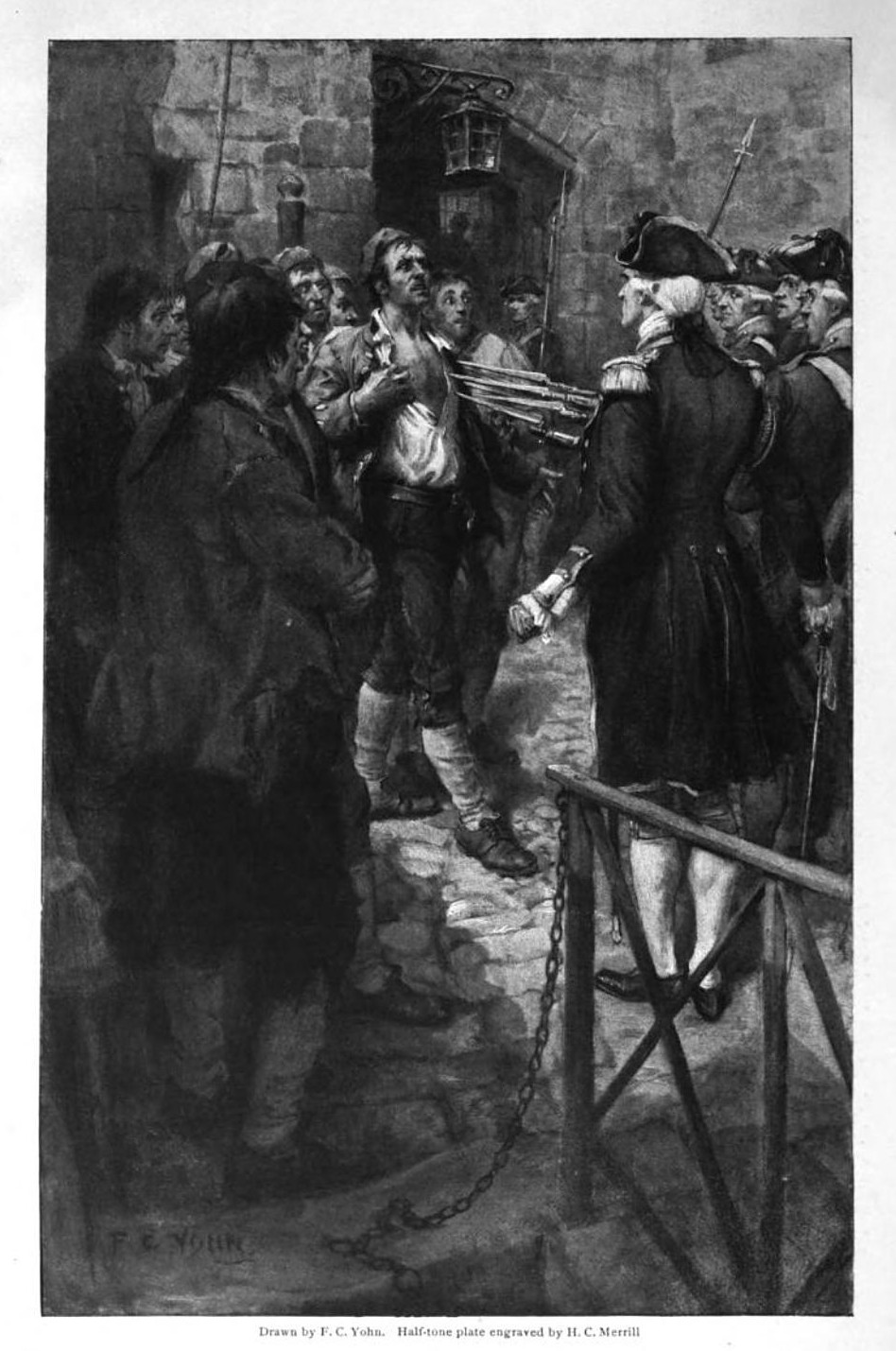
イーサン・アレンと彼を捕まえたモントリオール市民を描いた版画

## 戦闘の後
この失敗に終わったモントリオール攻撃で市内の民兵を総動員することになり、1,000名近い者達があつまったが、彼らはまもなく立ち去り始めた。カールトンはセントジョンズ砦救援のための遠征隊を組織することを拒み、田園部から出てきた民兵は結局その収穫のためと彼等自身の家を守るために解体された。11月に入り、包囲されていた砦が降伏し、大陸軍がモントリオール市に進軍する道が開けた。カールトンは市を脱出してケベック市に向かい、モントゴメリーは11月13日に1発の銃弾を発射することもなく市を占領した。
アレンとその他の捕虜はモントリオール市に連れて行かれた。アレンは戦闘に関する証言の中で、イギリス軍のリチャード・プレスコット大佐が捕まえたカナダ人を殺そうとしていたが、アレンが「彼らが武器を取った責任は私一人にある」と言ってそれを抑えさせた。アレンは監獄船に収監され、最後はイングランドに送られた。そこではほぼ監獄船の中で1年間を過ごし、イギリス当局が彼を絞首刑にすれば殉教者を作ってしまうことを恐れたために、1776年11月にイギリス軍の占領するニューヨーク市で仮釈放された。最終的に1778年5月、イギリス軍士官アーチボルド・キャンベルとの捕虜交換で釈放され、新生間もないバーモント共和国のために軍事と政治の活動を再開した。
アレンが支援を要請した商人のトマス・ウォーカーは1775年10月初旬に、20名の正規兵と12名の民兵がモントリオールからラソンプションの彼の家に来た時に逮捕された。ウォーカーの家は破壊され、ウォーカー自身は裁判のためにイングランドに送ることを想定して収監された。しかし大陸軍がモントリオール市を占領しイギリスの船隊が市から逃亡しようとしている時にウォーカーは解放された。

## 遺産
イーサン・アレンは捕虜になったときの事情と収監されていた時のことを回想する自叙伝を書いた。この作品はアレンの他の回想記と共に19世紀には大変人気があり、重版を重ねた。2008年、この戦闘が起こった場所であるモントリオール市メルシエ・オシュラガ・メゾンヌーブ区は、アレンが捕まえられた場所をParc de la Capture d'Ethan Allen（イーサン・アレン捕獲の場所）として指定する計画を立てた。